# Tiarno di Sopra
Tiarno di Sopra es una fracción de 1.011 habitantes del comune de Ledro en la provincia de Trento.
Era un municipio que, junto con los antiguos municipios de Bezzecca, Concei, Molina di Ledro, Pieve di Ledro y Tiarno di Sotto, formó parte de la Unión de Municipios de Valle di Ledro y confluyó con ellos desde el 1 de enero de 2010 en el nuevo municipio de Ledro.

## Sociedad
Evolución demográfica de Tiarno di Sopra:

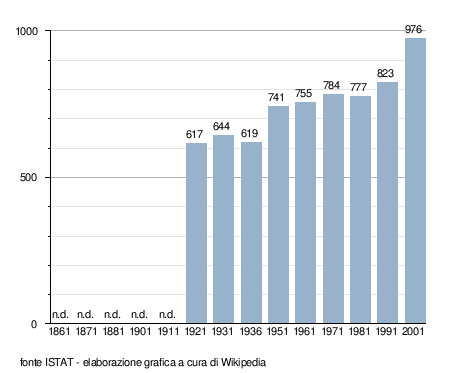

## Economía

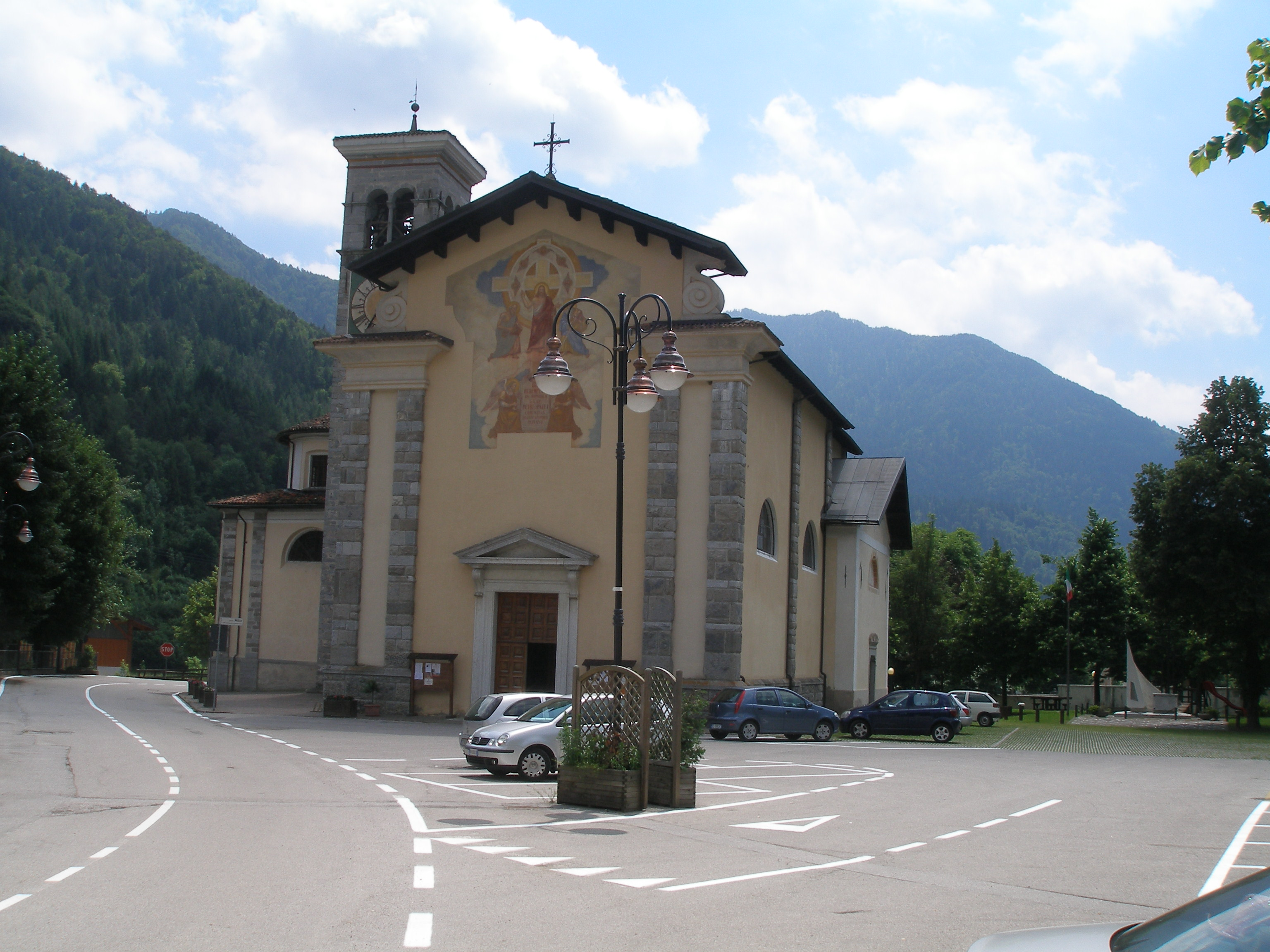
Iglesia de San Pedro y San Pablo en Tiarno di Sopra.

### Artesanía
En el campo de la artesanía sigue siendo generalizada y famosa la antigua elaboración de la madera destinada a la creación de muebles.